# Hybridation moléculaire
Cet article court présente un sujet plus développé dans : Hybridation de l'ADN.
L’Hybridation moléculaire est une technique de bactériologie moléculaire qui utilise la propriété d'appariement entre des bases complémentaires des deux brins de la molécule d'ADN et celle des bases de l'ARN avec l'ADN. Elle utilise des enzymes clivant l'ADN à certains sites précis de la molécule double brin.
Cette technique permet notamment de mettre en évidence la suppression des introns de l'ARNm mature: lors de l'hybridation de cet ARNm mature avec l'ADN duquel il a été transcrit, l'ADN fait des boucles qui mettent en évidence la suppression des introns de l'ARNm mature durant l'épissage alternatif.
Besoin d'un schéma sous licence libre permettant d'illustrer ceci. Exemple ici (peut-être pas libre):
http://raymond.rodriguez1.free.fr/Documents/Cellule-genome/hybridation2.png